# 34. ceremonia wręczenia Independent Spirit Awards
34. ceremonia wręczenia niezależnych nagród Independent Spirit Awards za rok 2018, odbyła się 23 lutego 2019 roku na plaży w Santa Monica.
Nominacje do nagród ogłoszone zostały 16 listopada 2018 roku, przez parę aktorek Molly Shannon oraz Gemmę Chan.
Galę wręczenia nagród poprowadziła Aubrey Plaza.

## Laureaci i nominowani
Laureaci nagród wyróżnieni są wytłuszczeniem

### Najlepszy film niezależny
- Megan Ellison, Dede Gardner, Jeremy Kleiner, Adele Romanski, Sara Murphy i Barry Jenkins – Gdyby ulica Beale umiała mówić
  - Scott Rudin, Eli Bush, Lila Yacoub i Christopher Storer – Eighth Grade
  - Jack Binder, Greg Clark, Victoria Hill, Gary Hamilton, Deepak Sikka, Christine Vachon, David Hinojosa i Frank Murray – Pierwszy reformowany
  - Anne Harrison, Linda Reisman i Anne Roselini – Zatrzyj ślady
  - Rosa Attab, Pascal Caucheteux, James Wilson i Lynne Ramsay – Nigdy cię tu nie było

### Najlepszy film zagraniczny
- Roma
  -  Podpalenie
  -  Faworyta
  -  Szczęśliwy Lazzaro
  -  Złodziejaszki

### Najlepszy reżyser
- Barry Jenkins – Gdyby ulica Beale umiała mówić
  - Debra Granik – Zatrzyj ślady
  - Tamara Jenkins – Życie prywatne
  - Lynne Ramsay – Nigdy cię tu nie było
  - Paul Schrader – Pierwszy reformowany

### Najlepszy scenariusz
- Nicole Holofcener i Jeff Whitty – Czy mi kiedyś wybaczysz?
  - Richard Glatzer, Rebecca Lenkiewicz i Wash Westmoreland – Colette
  - Tamara Jenkins – Życie prywatne
  - Boots Riley – Przepraszam, że przeszkadzam
  - Paul Schrader – Pierwszy reformowany

### Najlepsza główna rola żeńska
- Glenn Close – Żona jako Joan Castleman
  - Toni Colette – Dziedzictwo. Hereditary jako Annie Graham
  - Elsie Fisher – Eighth Grade jako Kayla Day
  - Regina Hall – Support the Girls jako Lisa Conroy
  - Helena Howard – Madeline i Madeline jako Madeline
  - Carey Mulligan – Kraina wielkiego nieba jako Jeanette Brinson

### Najlepsza główna rola męska
- Ethan Hawke – Pierwszy reformowany jako pastor Ernst Toller
  - John Cho – Searching jako David Kim
  - Daveed Diggs – Zaślepieni jako Colin Hoskins
  - Christian Malheiros – Sokrates
  - Joaquin Phoenix – Nigdy cię tu nie było jako Joe

### Najlepsza drugoplanowa rola żeńska
- Regina King – Gdyby ulica Beale umiała mówić jako Sharon Rivers
  - Kayli Carter – Życie prywatne jako Sadie Barrett
  - Tyne Daly – A Bread Factory jako Dorothea
  - Thomasin McKenzie – Zatrzyj ślady jako Tom
  - J. Smith-Cameron – Nancy jako Ellen Lynch

### Najlepsza drugoplanowa rola męska
- Richard E. Grant – Czy mi kiedyś wybaczysz? jako Jack Hock
  - Raúl Castillo – My, zwierzęta jako Paps
  - Adam Driver – Czarne bractwo. BlacKkKlansman jako Flip Zimmerman
  - Josh Hamilton – Eighth Grade jako Mark Day
  - John David Washington – Monsters and Men jako Dennis Williams

### Najlepszy debiut
(Nagroda dla reżysera)

Reżyser − Tytuł filmu
- Boots Riley – Przepraszam, że przeszkadzam
  - Ari Aster – Dziedzictwo. Hereditary
  - Paul Dano – Życie prywatne
  - Jennifer Fox – Opowieść
  - Jeremiah Zagar – My, zwierzęta

### Najlepszy debiutancki scenariusz
- Bo Burnham – Eighth Grade
  - Christina Choe – Nancy
  - Cory Finley – Panny z dobrych domów
  - Jennifer Fox – Opowieść
  - Laurie Shephard i Quinn Shephard – Blame

### Najlepsze zdjęcia
- Sayombhu Mukdeeprom – Suspiria
  - Ashley Connor – Madeline i Madeline
  - Diego Garcia – Życie prywatne
  - Benjamin Loeb – Mandy
  - Zak Mulligan – My, zwierzęta

### Najlepszy montaż
- Joe Bini – Nigdy cię tu nie było
  - Keiko Deguchi, Brian A. Kates i Jeremiah Zagar – My, zwierzęta
  - Luke Dunkley, Nick Fenton, Chris Gill i Julian Hart – Zwierzęta Ameryki
  - Anne Fabini, Alex Hall i Gary Levy – Opowieść
  - Nick Houy – Mid90s

### Najlepszy dokument
- Won't You Be My Neighbor?
  - Hale County This Morning, This Evening
  - Jutro albo pojutrze
  - O ojcach i synach
  - On Her Shoulders
  - Shirkers

### Nagroda Johna Cassavetesa
(przyznawana filmowi zrealizowanemu za mniej niż pięćset tysięcy dolarów)
Tytuł filmu
- On the Seventh Day
  - A Bread Factory
  - Never Goin' Back
  - Sokrates
  - Thunder Road

### Nagroda Roberta Altmana
(dla reżysera, reżysera castingu i zespołu aktorskiego)
- Suspiria

Reżyser: Luca Guadagnino
Reżyser castingu: Stella Savino
Obsada: Dakota Johnson, Tilda Swinton, Mia Goth, Angela Winkler, Ingrid Caven, Elena Fokina, Sylvie Testud, Renée Soutendijk, Małgorzata Bela, Jessica Harper

### Nagroda producentów „Piaget”
(22. rozdanie nagrody producentów dla wschodzących producentów, którzy, pomimo bardzo ograniczonych zasobów, wykazali kreatywność, wytrwałość i wizję niezbędną do produkcji niezależnych filmów wysokiej jakości.
Nagroda wynosi 25 000 dolarów ufundowanych przez sponsora Piaget)
- Shrihari Sathe
  - Jonathan Duffy i Kelly Williams
  - Gabrielle Nadig

### Nagroda „Ktoś do pilnowania”
(25. rozdanie nagrody „Ktoś do pilnowania”; nagroda przyznana zostaje utalentowanemu reżyserowi z wizją, który nie otrzymał jeszcze odpowiedniego uznania. Nagroda wynosi 25 000 dolarów)

(Reżyser − Film)
- Alex Moratto – Sokrates
  - Ioana Uricaru – Lemoniada
  - Jeremiah Zagar – My, zwierzęta

### Nagroda „Prawdziwsze od fikcji”
(24. rozdanie nagrody „Prawdziwsze od fikcji”; nagroda przyznana została wschodzącemu reżyserowi filmu non-fiction, który jeszcze nie otrzymał uznania. Nagroda wynosi 25 000 dolarów)

(Reżyser − Film)
- Bing Liu – Jutro albo pojutrze
  - Alexandria Bombach – On Her Shoulders
  - RaMell Ross – Hale County This Morning, This Evening